# Stanisław Będkowski
Stanisław Będkowski (ur. 3 maja 1917 w Zabijaku, zm. 16 lutego 1985 we Wrocławiu) – polski architekt, wykładowca.

## Życiorys
Po ukończeniu sosnowieckiego gimnazjum matematyczno-przyrodniczego pracował jako robotnik. W styczniu 1936 został pracownikiem w fabryce włókienniczej A. Dietel. We wrześniu 1937 rozpoczął naukę w Państwowym Liceum Budowlanym w Katowicach, po wybuchu II wojny światowej pracował jako fotograf, a od kwietnia 1943 do wyzwolenia w 1945 jako technik-konstruktor robót żelbetowych w biurze konstrukcyjnym A. Hutta w Katowicach. Od stycznia do czerwca 1945 kontynuował naukę w Liceum, a następnie uzyskał tytuł technika budowlanego i rozpoczął studia na Wydziale Architektury Politechniki Krakowskiej. Po roku przeniósł się do Wrocławia i kontynuował naukę na Politechnice Wrocławskiej, równocześnie został asystentem prof. Stanisława Mielnickiego w Katedrze Budownictwa Ogólnego. Dyplom magistra obronił w 1950, rok później został wykładowcą materiałoznawstwa budowlanego, budownictwa ogólnego i akustyki budowlanej na Wydziale Architektury oraz architektury budowli na Wydziale Budownictwa. Od 1950 do 1956 był dziekanem studiów wieczorowych, a od 1954 został kierownikiem Zakładu Materiałoznawstwa Budowlanego. Poza pracą na uczelni był zatrudniony we Wrocławskim Biurze Projektów Budownictwa Przemysłowego, od 1958 do 1961 pełnił funkcję zastępcy Głównego Architekta Województwa Wrocławskiego i zajmował się projektami odbudowy małych miast. W 1962 obronił pracę doktorską, był organizatorem laboratorium badawczo-dydaktycznego. Od 1968 był kierownikiem Zakładu Technologii Robót Wykończeniowych w Instytucie Budownictwa. Należał do Wojewódzkiej Komisji Urbanistyczno-Architektonicznej we Wrocławiu i w Wałbrzychu.

## Odznaczenia
- Złota Odznaka Politechniki Wrocławskiej (1965);
- Złoty Krzyż Zasługi (1966);
- Krzyż Kawalerski Orderu Odrodzenia Polski (1974);
- Złota Odznaka SARP (1976);
- Nagroda Senatu Politechniki Wrocławskiej (1980).